# Стромберг, Армин Генрихович
А́рмин Ге́нрихович Стро́мберг (3 [16] сентября 1910, Екатеринбург — 18 сентября 2004, Томск) — российский химик-аналитик, специалист в области классической полярографии и инверсионной вольтамперометрии, профессор кафедры физической и аналитической химии Томского политехнического университета (ТПУ).

## Биография
Армин Генрихович Стромберг родился 3 (16) сентября 1910 года в Екатеринбурге. В 1930 году окончил Уральский политехнический институт, после чего в течение двух лет работал в «магниевой группе» лаборатории аналитической химии Уральского НИИ химической промышленности. В 1932—1950 гг. (с перерывом) работал в Институте химии твёрдого тела Уральского научного центра АН СССР, где в 1943—1950 гг. заведовал лабораторией аналитической химии.
Перерыв пришёлся на время Великой Отечественной войны (1942—1943 гг.), когда по причине своего немецкого происхождения А. Г. Стромберг был заключён в исправительно-трудовой лагерь НКВД и находился в составе немецкого спецотряда Тагиллага (реабилитирован в 1992 году).
В 1939 году А. Г. Стромберг защитил кандидатскую диссертацию; в 1951 году — докторскую диссертацию по основам амальгамной полярографии. Однако в 1950 году Стромберг был — как политически нежелательный элемент (немец) — уволен из Института химии твёрдого тела. С этого времени он работал на кафедре физической и коллоидной химии Уральского государственного университета — сначала доцентом, а с 1954 года — профессором. В 1956 году А. Г. Стромберг переехал в Томск, где стал заведующим кафедрой физической и коллоидной химии Томского политехнического института.
В 1962 году создал при кафедре проблемную лабораторию микропримесей (ПЛМ), которой руководил в 1962—1985 годах. Научным же руководителем лаборатории А. Г. Стромберг фактически оставался почти до конца жизни.
Человеком, который продолжил его дело, стал один из его учеников М. С. Захаров.

## Научная деятельность
К областям научных интересов А. Г. Стромберга относились классическая полярография и электрохимия, в которой он стал одним из основоположников электроаналитического метода анализа — метода инверсионной вольтамперометрии. Во время работы в проблемной лаборатории микропримесей им были развиты теоретические и практические основы метода. С 1985 года А. Г. Стромберг разрабатывал новое научное направление «Аппроксимационные модели, описывающие аналитические сигналы в методе инверсионной вольтамперометрии» (в связи с этим в возрасте почти 90 лет он освоил компьютерные технологии).
А. Г. Стромберг — автор примерно 470 научных публикаций, бо́льшая часть которых была опубликована в центральной печати. Под его непосредственным научном руководством в аспирантуре и докторантуре ТПУ в период с 1963 по 2003 годы было подготовлено более ста кандидатов и пять докторов наук. Он — автор учебника по физической химии для вузов (7 переизданий), задачника по физической химии для вузов (два переиздания).

## Награды
- Орден Дружбы народов (1980)
- Орден Почёта (2000) — за заслуги в подготовке высококвалифицированных специалистов, научной деятельности и в связи со 100-летием Томского политехнического университета[6]
- пять медалей[2]
- Почётное звание «Заслуженный химик Российской Федерации» (1996)
- Звание «Заслуженный профессор Томского педагогического университета» (1992)
- Звание «Соросовский профессор» (1994)
- Звание «Почётный выпускник УГТУ-УПИ»

## Семья
- Отец — Генрих Генрихович (1883—1914) — из семьи школьного учителя Нарвы, доктор медицины, приват-доцент Военно-медицинской академии в Санкт-Петербурге (хирургия), погиб в 1914 году на фронте Первой мировой войны при оказании медицинской помощи раненым.
- Мать — Магда Робертовна (1885—1972), родилась в Екатеринбурге в семье инженера-химика, в 1909 году окончила Высшие женские Бестужевские курсы в Санкт-Петербурге по физико-математической специальности. После гибели мужа переехала к родным в Екатеринбург, в 1920 году вторично вышла замуж за А. В. Воробьева, проработала свыше 40 лет (1920—1960) ассистентом, доцентом на кафедре общей неорганической химии Уральского политехнического института (УПИ).
- Жена — Лидия Михайловна (Попонина) (1912—1972) — старший преподаватель кафедры физики ТПУ (1956—1962).
- Дочь — Эльза Арминовна Захарова (р. 1938), кандидат химических наук, доцент кафедры АХ ТГУ, с 1993 — аналитик-методист лаборатории кафедры ФАХ ХТФ ТПУ.
- Зять — Борис Николаевич Пойзнер (р. 1941), кандидат физико-математических наук, доцент кафедры нелинейной оптики ТГУ.
- Внучка — Ольга Юрьевна Стромберг (р. 1962), кандидат медицинских наук, ныне врач-терапевт в одной из клиник Стокгольма (Швеция).

## Публикации
- более 450 научных публикаций[2]
- Стромберг А. Г., Семченко Д. П. Физическая химия: Учебник для химических специальностей вузов / Под ред. А. Г. Стромберга. — 7-е издание, стереотипное. — М.: Высшая школа, 2009. — 527 с. — ISBN 978-5-06-006161-1.
- Стромберг А. Г., Лельчук Х. А., Картушинская А. И. Сборник задач по химической термодинамике. — М.: Высшая школа, 1985.

### Предыдущие издания
- Стромберг А. Г., Семченко Д. П. Физическая химия / Под ред. А. Г. Стромберга:
  - 1 издание: М.: Высш. шк., 1973. — 468 с.
  - 2 издание: М.: Высш. шк., 1988. — 496 с. (исправленное)
  - 3 издание: М.: Высш. шк., 1999. — 527 с. (исправленное и дополненное)
  - 4 издание: М.: Высш. шк., 2001. — 527 с. (исправленное)
  - 5-7 издания: М.: Высш. шк., 2003—2009 гг. — 527 с. (стереотипные)
- Картушинская А. И., Лельчук Х. А., Стромберг А. Г. Сборник задач по химической термодинамике: Учебное пособие для химико-технологических вузов / Под ред. А. Г. Стромберга. — М.: Высшая школа, 1973. (1-е издание)

### Статьи
- Стромберг А. Г., Попова Л. Н. Влияние концентрации лиганда на анодные и катодные пики на стационарном ртутном электроде при линейно-меняющемся потенциале // Известия Томского политехнического института [Известия ТПИ]. — 1967. — Т. 148. — С. 3—7.
- Стромберг А. Г., Башкатов В. З. Исследования по зависимости константы катодного пика на висячей ртутной капле от скорости изменения потенциала // Известия Томского политехнического института [Известия ТПИ]. — 1967. — Т. 164 : Исследования в области амальгамной полярографии с накоплением. — С. 40—44.
- Стромберг А. Г. Параметрическая теория амальгамной полярографии с накоплением // Известия Томского политехнического института [Известия ТПИ]. — 1974. — Т. 195 : Итоги разработки некоторых научных направлений в Томском политехническом институте (в связи с его 75-летием). — С. 70—80.